# Boianu Mare
Boianu Mare (maďarsky Tasnádbajom) je rumunská obec v župě Bihor na severozápadě země. Žije zde přibližně 1 000 obyvatel. Obec se skládá z pěti částí.

## Části obce
- Boianu Mare – 438 obyvatel
- Corboaia – 30 obyvatel
- Huta – 7 obyvatel
- Păgaia – 553 obyvatel
- Rugea – 4[2] obyvatel

## Pamětihodnosti
Dřevěný kostel s věží v průčelí z roku 1710 je památkově chráněný.